# María Rosa Gallo
María Rosa Gallo (Buenos Aires, 20 de diciembre de 1921 - Ib., 7 de diciembre de 2004) fue una primera actriz argentina de teatro, cine y televisión. Una de las más notables actrices de la escena argentina, obtuvo popularidad internacional por sus personajes de villanas en telenovelas.

## Trayectoria
Nacida de padre calabrés y madre española, Debutó profesionalmente el mismo año con la obra El carnaval del diablo, puesta por la compañía de Eva Franco. Ya desde su debut obtiene excelentes críticas, y la misma Margarita Xirgu le augura que será una gran actriz.
En 1950 sucedió un hecho que la hizo partir para Chile y luego hacia Italia:[cita requerida]

Yo trabajaba en el Presidente Alvear, en Prontuario, cuyo empresario y productor era Luis Sandrini. Empezó a circular por todos los teatros de Buenos Aires una nota de adhesión a Perón y a Eva Perón. Ni mi marido (Camilo da Passano) ni Orestes Caviglia ni yo quisimos firmar. Entonces, no pudimos seguir con la obra ni conseguimos trabajar en otra. No tuve más remedio que irme del país. De Buenos Aires me fui a Chile a hacer una temporada con la misma obra y además para hacer tiempo y poder embarcarme a Italia, porque ya lo habíamos decidido.
María Rosa Gallo

En Roma estudia en la Academia de Arte Dramático con dos grandes profesores, Silvio D’Amico, el director, y Orazio Costa. Al egresar actúa por toda Italia con gran éxito de crítica y público.[cita requerida] Hizo su debut en ese país en 1952 en el Piccolo Teatro della città di Roma en la obra Diálogos de carmelitas, y protagonizó en 1954 en el Piccolo Teatro di Milano el estreno mundial de Proceso de Jesús.
De regreso a la Argentina en 1958 forma compañía con Alfredo Alcón y Osvaldo Bonet y representa El perro del hortelano, Recordando con ira, El farsante más grande del mundo, Liliom y Orfeo desciende. Continúa con gran éxito su actuación en las obras: Las troyanas —recibiendo el Premio de la Crítica, Talía y del Fondo Nacional de las Artes—, Fedra, Duse... la divina, Tres mujeres altas, El jardín de los cerezos, El conventillo de la Paloma, La casa de Bernarda Alba y El cerco de Leningrado, entre numerosos títulos de la dramaturgia nacional y universal.
En 1959 participó del programa Historia de jóvenes que, dirigido por David Stivel, se transmitía por Canal 7.
Se destacan otras actuaciones de televisión como Romeo y Julieta, Perla negra (recibió sendos Martín Fierro por sus interpretaciones), La extraña dama y Alta comedia, entre muchas otras. Entre sus últimos trabajos en este medio se recuerda su participación con Adrián Suar en 22, el loco, donde hacía de la abuela del protagonista.
En cine se destacó, entre otros, en los filmes Después del silencio, La mano en la trampa —Premio FIPRESCI en el Festival de Cine de Cannes—, La cifra impar, La Mary, Los gauchos judíos, El acompañamiento y recibió por La casa de las siete tumbas el Premio del Festival Internacional de Cine Imaginario y de Ciencia Ficción de la Villa de Madrid. Participó de la experiencia de Teatro Abierto, el movimiento cultural argentino que comenzó en 1981 cuando todavía la Argentina estaba bajo la dictadura.
La actriz fue una mujer de compromiso obrero y democrático, y encabezó frecuentemente marchas en defensa de los derechos humanos, realizadas durante y después de la última dictadura militar en Argentina. En 2002 participó del ciclo del Teatro por la Identidad, organizado por Abuelas de Plaza de Mayo, donde fue dirigida por Agustín Alezzo. Formó parte de elencos oficiales como los del Teatro Nacional Cervantes y el San Martín.
Recibió, entre otros, los siguientes premios: Premio María Guerrero, Molière, Estrella de Mar, Cóndor de Plata, el Premio ACE a la mejor actriz dramática por Tres mujeres altas (1995) y el ACE de Oro. En 1991 le fue otorgado el Premio Konex de Brillante.
Estuvo casada con el actor Camilo da Passano (1912-1983), y con él tuvo dos hijos, Alejandra da Passano (1947-2014) y Claudio da Passano (1957-2023), ambos actores. 
Gallo falleció el 7 de diciembre de 2004 a los 82 años, a causa de un cuadro de neumonía por el que se encontraba internada en la clínica Suizo Argentina. Por deseo suyo, su cuerpo fue cremado en el Cementerio de la Chacarita y sus cenizas depositadas en el Panteón de la Asociación Argentina de Actores de dicho cementerio.

## Actuaciones

### Teatro
- 1943: El carnaval del diablo, de Juan Oscar Ponferrada.
- 1943: Espíritu travieso, de Nöel Coward.
- 1943: Nuestro pueblo, de Thornton Wilder.
- 1944: El mercader de Venecia, de William Shakespeare. Teatro Nacional Cervantes.
- 1944: Tres mil pesos, de Camilo Darthés y Carlos Damel. Teatro Grand Splendid.
- 1945: Pensaci Giacomino, de Luigi Pirandello.
- 1945: La vida empieza siempre, de Luis Rodríguez Acasuso.
- 1945: La tierna samaritana, de Antonio Botta.
- 1945: La enemiga, de Darío Niccodemi.
- 1945: La voz de la tórtola, de John Van Druten.
- 1946: Fascinación, de Keith Winter. Premio de la Crítica y Revista Talía.
- 1946: Todos los hijos de Dios tienen alas, de Eugene O'Neill. Teatro Odeón.
- 1948: La barca sin pescador, de Alejandro Casona.
- 1949: El abismo, de Silvio Giovanninetti.
- 1949: El agua que lleva el río, de Guillermo Pelay, Horacio Pelay e Ivo Pelay. Teatro Grand Splendid.
- 1949: Quiero casarme de blanco, de Camilo Darthés y Carlos Damel. Teatro Grand Splendid.
- 1949: La sonrisa de la Gioconda, de Aldous Huxley. Dir. Orestes Caviglia. Teatro Grand Splendid.
- 1950: Prontuario, de Sidney Kingsley. Teatro Astral.
- 1951: Prontuario, de Sidney Kingsley. Teatro Municipal de Santiago de Chile (exilio).
- 1951: Bajo el signo de la muerte, de Camilo Pérez de Arce. Santiago de Chile.
- 1951: La casa de las ratas, de Ester Cosani. Santiago de Chile.
- 1952: I dialoghi delle carmelitane, de Georges Bernanos. Dir. Orazio Costa. Compañía Piccolo Teatro Della Città Di Roma. Italia.
- 1955: Proceso a Gesù, Dir. Orazio Costa. Compañía del Piccolo Teatro Di Milano. Gira por Italia.
- 1955: Il pianto della Madonna, de Iacopone Da Todi. Adap. Silvio D´amico. Teatro al aire libre en Taormina y Firenze.
- 1956: La vida de Cristo, Dir. Orazio Costa. Teatro Verde de la Isla de San Giorgio, Venecia. Italia.
- 1958: El perro del hortelano, de Lope de Vega. Dir. Osvaldo Bonet.
- 1958: Recordando con ira, de John Osborne.
- 1959: El farsante más grande del mundo, de John M. Synge. Dir. Osvaldo Bonet.
- 1960: Locos de verano, de Gregorio de Laferrère. Teatro Nacional Cervantes.
- 1961: Liliom, de Ferenc Molnar. Dir. Osvaldo Bonet.
- 1962: Orfeo desciende, de Tennessee Williams. Dir. Osvaldo Bonet.
- 1963: Tungasuka, de Bernardo Canal Feijoo. Dir. Francisco Petrone.
- 1963: Un Dios durmió en casa, de Guillermo Figueiredo. Dir. Luis Mottura.
- 1963: Rashōmon, de Ryunosuke Akutagawa. Dirección: Carlos Gorostiza. Teatros de San Telmo y luego. Teatro Provincial (Mar del Plata)
- 1964/65: Amoretta, de Osvaldo Dragún.
- 1965: Una mujer por encomienda, de Osvaldo Dragún.
- 1967: Dos en la ciudad, de Osvaldo Dragún.
- 1968: El amasijo, de Osvaldo Dragún.
- 1970: Habla el algarrobo, de Victoria Ocampo. Villa Ocampo, San Isidro.
- 1971: Un bigote en la niebla, de Jorge Llopis Establier.
- 1971: El casamiento de Laucha, de Roberto J. Payró. Teatro Presidente Alvear.
- 1972/73 y 1977: Las troyanas, de Eurípides, en adaptación de Jean-Paul Sartre. Dir. Osvaldo Bonet. Dir. de Coro: José Antonio Gallo. Teatro Municipal General San Martín.
- 1973/74/75: Amor y locura, unipersonal con monólogos de grandes obras. Gira por Argentina, Paraguay y Uruguay.
- 1973: Tertulias poéticas. Teatro Municipal Gral. San Martín.
- 1976: La Gallo y yo, de Carlos Gorostiza. Dir. José A. Gallo. Teatro de la Casa de Castagnino.
- 1976: Los rústicos, de Carlo Goldoni. Dir. Rodolfo Graziano. Teatro Municipal Gral. San Martín.
- 1977 y 1982: La casa de Bernarda Alba, de Federico García Lorca. Dir. Alejandra Boero. Gira por la Unión Soviética del Teatro Municipal Gral. San Martín.
- 1978: El amor, selección de textos de Luis Gregorich. Dir. Kive Staif. Teatro Municipal Gral. San Martín.
- 1978: La libertad,selección de textos de Luis Gregorich. Dir. Osvaldo Bonet. Teatro Municipal Gral. San Martín.
- 1979: El sombrero de paja de Italia, de Eugène Labiche y Marc Michel. Dir. Rodolfo Graziano. Teatro Nacional Cervantes.
- 1980: Doña Rosita la soltera, de Federico García Lorca. Dir. Osvaldo Cattone. Teatro Marsano de Lima, Perú.
- 1980/81: El conventillo de la Paloma, de Alberto Vacarezza. Teatro Nacional Cervantes. Mar del Plata.
- 1981: De nuevo aquí, unipersonal. Gira por Argentina y Paraguay.
- 1982: Fedra, de Jean Racine, traducido por Manuel Mujica Lainez. Teatro Nacional Cervantes.
- 1983: Alfonsina hoy, sobre textos de Alfonsina Storni.
- 1984: Adiós, mamá, de Marsha Norman. Teatro Ateneo. Dir. Alejandra Boero.
- 1985: Sólo cuando me río, de Neil Simon. Teatro Regina.
- 1987: Sábato, doménica e lunedí, de Eduardo De Filippo. Dir. Cecilio Madanes. Teatro Blanca Podestá.
- 1987: Jugando, con textos varios. Teatro Presidente Alvear.
- 1989: Duse, la divina, de María Elena Sardi. Teatro Municipal Gral. San Martín.
- 1990: Oh, querido Tennessee, sobre textos de Tennessee Williams, versión de Fernando Masllorens y Federico González del Pino. Dir. Oscar Barney Finn. Teatro Regina.
- 1991: Confesiones de una sirvienta, de Hermann Broch. Teatro San Martín. Dir. Emilio Alfaro.
- 1994/95: Tres mujeres altas, de Edward Albee Dir. Inda Ledesma. Premio ACE a Mejor Actriz Dramática y ACE de Oro.
- 1997/1998: Teatro Nuestro, de Roberto Cossa, Carlos Gorostiza y Mauricio Kartun.
- 1998: El jardín de los cerezos, de Antón Chéjov. Dir. Agustín Alezzo. Teatro Municipal Gral. San Martín.
- 1998: Dos mujeres con Federico, sobre textos de Federico García Lorca.
- 1999: Diciendo a Homero, dentro del Ciclo Voces Nuestras.
- 1999: De profesión maternal, de Griselda Gambaro.
- 2001: Supongamos de Alicia Muñoz. Dir. Agustín Alezzo. Teatro Por la Identidad.
- 2001: El cerco de Leningrado, de José Sanchis Sinisterra. Dir. Osvaldo Bonet.
- 2002: Las extras, de Pepe Cibrián Campoy. Dir. Pepe Cibrián Campoy.
- 2003: Guernica, un llamado a la memoria, voz en off. Dir. María Marta Jiménez, Alejandra Condomí, Germán Suárez.
- 2004: El día que me quieras, sobre textos de autores argentinos. En Italia.

### Cine
- 1945: Éramos seis.
- 1946: Albergue de mujeres.
- 1949: Diez segundos, como Elisa.
- 1950: La barca sin pescador.
- 1950: La muerte está mintiendo, como Marta Ferrari.
- 1956: Después del silencio, como Laura.
- 1960: Tire dié (mediometraje).
- 1961: La mano en la trampa.
- 1962: El terrorista.
- 1962: La cifra impar,como Laura.
- 1962: El perseguidor.
- 1964: Canuto Cañete y los 40 ladrones, como la espiritista.
- 1968: Turismo de carretera.
- 1972: Nino.
- 1973: La malavida, como Taiva.
- 1974: La Mary, como doña Consuelo.
- 1974: Los gauchos judíos, como Brane.
- 1975: Más allá del sol.
- 1975: Una mujer.
- 1975: El grito de Celina, como Juliana.
- 1982: La casa de las siete tumbas, como Azucena.
- 1982: Volver, como Laura.
- 1986: Juegos diabólicos.
- 1987: Con la misma bronca (inconclusa).
- 1988: El acompañamiento.
- 2001: La rosa azul (inédita).

### Televisión

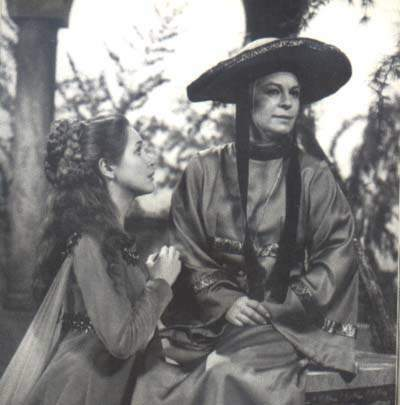
María Rosa Gallo (derecha) junto a Evangelina Salazar en una escena del telefilme Romeo y Julieta transmitido por Canal 13 (1966).

- 1957: La fierecilla domada, de William Shakespeare. Dir. Raúl Rossi, en Canal 7.
- 1957: Juan del Sur (teleteatro).
- 1958: El vals, de Edgar Neville. Dir. Raúl Rossi. Canal 7.
- 1959: Historia de jóvenes (teleteatro).
- 1960: Dos en la ciudad (teleteatro).
- 1962: María, yo, ustedes... (teleteatro).
- 1966: Romeo y Julieta (telefilme).
- 1971: Alta comedia, Canal 9.
- 1971: Nino, las cosas simples de la vida.
- 1976: Mi querido Luis (teleteatro). Canal 13.
- 1977: El Grupo de los Seis (unitario).
- 1977: Teatro Argentino (unitario).
- 1978: Pueblo Pueblo, de Carlos Lozano Dana. Canal 11.
- 1979: Profesión: ama de casa, de Delia González Márquez. Canal 9.
- 1980: El solitario, miniserie con textos de Guy de Maupassant. Dir. Fernando Heredia. Canal 7.
- 1981: Los especiales de ATC.
- 1981: Dios se lo pague (telenovela).
- 1982: Las brujas (unitario).
- 1982: Mujeres (unitario).
- 1983: Usted y nosotros (unitario).
- 1984/85: Situación límite, Dir. Alejandro Doria.
- 1984/85: De madres e hijas, ciclo unitarios junto con su hija, la actriz Alejandra Da Passano.
- 1985: Libertad condicionada, teleteatro.
- 1986: Soñar sin límites, unitarios.
- 1986: Muchacho de Luna, homenaje a Federico García Lorca. Dir. Oscar Barney Finn. Premiado en Biarritz.
- 1987: Ficciones, Dir. Oscar Barney Finn.
- 1988: Mi nombre es Coraje, telenovela.
- 1989: La extraña dama, telenovela, Canal 9.
- 1991: Manuela, telenovela, en Canal 13.
- 1992: Soy Gina, telenovela, Canal 13.
- 1993:  Micaela, telenovela,  Canal 13.
- 1994/1995: Perla negra, Telefé.
- 1995: Alta comedia, Canal 9.
- 1996: Zíngara, Telefé.
- 1996: Teatro argentino, Canal 9.
- 1998: Casa natal, América 2.
- 1999: Teatro argentino, ATC.
- 1999/2000: Cabecita, Telefé.
- 2001: 22 (el loco), Canal 13.
- 2002: Kachorra, Telefé.
- 2004: La niñera, Telefé.

### Radio
- 1944 a 1950: programas de radioteatro, como cabeza de compañía.

### Dirección teatral
- 2003: ¿Dónde estás, corazón?

## Premios
- 1943: Premio de la Crítica a la mejor actriz joven por El carnaval del diablo
- 1962: Premio Cóndor de Plata por La mano en la trampa
- 1964, 1965, 1975: Premio Martín Fierro
- 1966: Martín Fierro por Romeo y Julieta
- 1981: Premio Konex - Diploma al Mérito
- 1982: Premio María Guerrero
- 1982: Premio Molière, otorgado por la Embajada de Francia
- 1982: Premio del Festival Internacional de Cine Imaginario y de Ciencia Ficción de la Villa de Madrid, por La casa de las siete tumbas[10]
- 1986: Premios Quinquela Martín, Don Pedro de Mendoza, Talía y Federico García Lorca
- 1991: Premio Konex de Platino y el de Brillante
- 1994: Premio Podestá a la trayectoria honorable
- 1995: Premio ACE de Oro por Tres mujeres altas
- 1995: Martín Fierro por Perla negra[15]
- 1997: Premio Estrella de Mar por Dos mujeres con Federico[16]